# Іванівка (Генічеський район)
Іва́нівка — селище Генічеського району Херсонської області, колишній районний центр. Від 2018 року — адміністративний центр Іванівської ОТГ.

## Історія
Казенне село Іванівка засноване у 20-х роках XIX століття (1820 р.?) вихідцями із Рубанівської волості, сіл Білозерки, Великої і Малої Лепетихи, Шульгівки та інших. Переселенців у неозорі безводні степи привабили незаймані родючі землі та наявність природної водойми — балки.
Першими поселенцями були Іван Іващенко, Іван Братищенко та Іван Черепаха, що почали селитися навколо балки Конджагали (Калги). З 1829 року у складі Рубанівської волості Дніпровського повіту Таврійської губернії. В 1864 р. в Іванівці налічувалося 270 дворів і мешкало 956 осіб чоловічої та 1012 жіночої статі. Діяла православна церква
Навіть після поразки Перших Визвольних Змагань на території Іванівки та в її околицях діяли загони українських повстанців, що чинили постійні напади на чекістів та червоногвардійців, а також на білогвардійців. Повстанці намагались за всяку ціну зірвати збір продподатку, аби позбавити червоних можливості знищити села голодом; «білим» — заважали проводити примусові мобілізації. На цьому терені повстанці розділились на дві групи, кожна з яких була озброєна кулеметами. Під час одного з нападів на Іванівку у березні 1921 року повстанці змогли вбити 7 партійних активістів та перешкодили вивезенню з села возів з награбованим.
У 1956 році Іванівку віднесено до категорії селищ міського типу.
У 1933 році в Іванівці була відкрита лікарня на 20 ліжок, а в 1941 році були відкриті лікарні в селах Агаймани та Благодатне.
До 1940 року повністю було ліквідовано неграмотність. В районі працювало 45 шкіл. Під час проведення укрупнення сільськогосподарських районів у період з 30 грудня 1962 року по 4 січня 1965 року Іванівський район був реформований у Нижньосірогозький, після чого з карти взагалі зникло 67 сільських населених пунктів. Після тієї територіальної реформи залишилося близько 25 сіл. Зараз чотирнадцяти сільським та одній селищній радам підпорядковано 28 населених пунктів.
12 червня 1963 р. в Іванівці було відкрите училище механізації сільського господарства № 15 (з 2003 року — професійний аграрний ліцей).
12 червня 2020 року, відповідно до розпорядження Кабінету Міністрів України № 713-р «Про визначення адміністративних центрів та затвердження територій територіальних громад Запорізької області», увійшло до складу Іванівської селищної громади.
17 липня 2020 року, в результаті адміністративно-територіальної реформи та ліквідації Іванівського району, село увійшло до складу Генічеського району.
24 лютого 2022 року селище тимчасово окуповане російськими військами під час російсько-української війни.

## Населення

### Чисельність
| 1959    | 1970    | 1979    | 1989    | 2001    | 2003    | 2004    |
| ------- | ------- | ------- | ------- | ------- | ------- | ------- |
| ▲ 5 178 | ▼ 4 818 | ▲ 5 173 | ▲ 5 649 | ▼ 5 231 | ▼ 5 140 | ▼ 5 081 |
| 2005    | 2006    | 2007    | 2008    | 2009    | 2010    | 2011    |
| ▼ 4 955 | ▼ 4 891 | ▼ 4 848 | ▼ 4 816 | ▼ 4 765 | ▼ 4 715 | ▬ 4 708 |
| 2012    | 2013    | 2014    | 2015    | 2016    | 2017    | 2018    |
| ▼ 4 692 | ▼ 4 645 | ▼ 4 630 | ▼ 4 564 | ▼ 4 544 | ▼ 4 507 | ▼ 4 426 |
| 2019    | 2020    | 2021    | 2022    |         |         |         |
| ▼ 4 410 | ▲ 4 427 | ▼ 4 390 | ▼ 4 329 |         |         |         |

### Мова
Розподіл населення за рідною мовою за даними перепису 2001 року:
| Мова              | Кількість | Відсоток |
| ----------------- | --------- | -------- |
| українська        | 4768      | 90.91%   |
| російська         | 288       | 5.49%    |
| вірменська        | 13        | 0.25%    |
| румунська         | 12        | 0.23%    |
| білоруська        | 4         | 0.08%    |
| кримськотатарська | 3         | 0.06%    |
| болгарська        | 3         | 0.06%    |
| гагаузька         | 1         | 0.02%    |
| інші/не вказали   | 153       | 2.90%    |
| Усього            | 5245      | 100%     |

## Видатні уродженці
- Кібенок Віктор Миколайович (1963—1986) — ліквідатор аварії на ЧАЕС, Герой Радянського Союзу.
- Костенко Анатолій Олександрович (1920—1996) — український живописець.
- Дереза Павло Павлович — місцевий краєзнавець та просвітитель, автор низки краєзнавчих розвідок із історії Іванівського району та рідного селища.
- Ящишин Іван Євстафійович (1969—2019) — солдат Збройних сил України учасник російсько-української війни[20].
- Щербак Євген Геннадійович (1999-тепер.час)— солдат Збройних сил України учасник російсько-української війни.

## Персоналії
- Скрипець Марія Василівна — учителька Іванівського ліцею № 1 Іванівської селищної ради, заслужений учитель України[21].